# Oravský Biely Potok
Oravský Biely Potok (polsky Orawski Biały Potok, maďarsky Bjelipotok) je obec na Slovensku v okrese Tvrdošín. Žije zde 740 obyvatel. První písemná zmínka o obci pochází z roku 1546.

## Osobnosti
- Alexander Belopotocký (1775–1850) – kameník a sochař
- Ján Belopotocký (1866–1912) – kameník a řezbář
- Juraj Belopotocký (2. polovina 18. stol. – 19. stol.) – kameník